# The Family (Satchel)
| Recensione | Giudizio |
| ---------- | -------- |
| AllMusic   |          |

The Family è un album studio del gruppo musicale statunitense Satchel, pubblicato nel 1996.

## Tracce
1. Isn't That Right – 3:44
2. Without Love – 2:26
3. Not Too Late – 3:59
4. Criminal Justice – 4:19
5. Breathe Deep – 4:14
6. Time "O " the Year – 4:20
7. For So Long – 3:41
8. Some More Trouble – 4:15
9. Tomorrow – 4:13
10. Roll On – 12:08

## Formazione
- Shawn Smith - voce, pianoforte, chitarra
- Mike Berg - basso
- John Hoag - chitarra
- Regan Hagar - batteria